# 顺化郡 (中国)
顺化郡，中国唐朝时设置的郡。
至德元载（756年）改安化郡置，治所在顺化县（今甘肃省庆城县）。辖境相当今甘肃省庆城、华池、环县及陕西省吴旗县西北部。乾元元年（758年）改庆州。 